# Werner Mäntele
Werner Günter Mäntele (* 1952 in Alpirsbach) ist ein deutscher Biophysiker und Professor für Biophysik an der Johann Wolfgang Goethe-Universität Frankfurt am Main.
Sein hauptsächliches Forschungsgebiet ist die Infrarotspektroskopie zur Untersuchung von Proteinen sowie die Anwendung in der medizinischen Analytik. Von 2008 bis 2020 war er Editor von Spectrochimica Acta Part A. Er ist Autor und Koautor zahlreicher Publikationen und Inhaber von Patenten.

## Leben
Werner Mäntele studierte ab 1972 Physik an der Technischen Universität Karlsruhe und der Albert Ludwigs-Universität in Freiburg, wo er das Studium 1978 mit dem Diplom abschloss. 1982 wurde er an der dortigen Fakultät für Chemie promoviert, sechs Jahre später habilitierte er in Freiburg an der Fakultät für Biologie. Im Rahmen eines Heisenbergstipendiums führte ihn sein Weg 1993 an die University of Pennsylvania. Später übernahm er eine Lehrstuhlvertretung an der Universität Bayreuth, bevor er 1994 Universitätsprofessor für Physikalische Chemie an der Friedrich-Alexander-Universität Erlangen-Nürnberg wurde. 1997 nahm er dann einen Ruf an die Goethe-Universität Frankfurt an und wurde dort Universitätsprofessor für Biophysik. Werner Mäntele wurde im Jahr 2018 pensioniert und arbeitet als Gutachter und Berater für Wissenschaftsorganisationen im In- und Ausland. Er ist CSO in der von ihm mitgegründeten Firma DiaMonTech AG (s. u.).
Neben seiner Tätigkeit als Editor von Spectrochimica Acta Part A ist Mäntele u. a. ebenfalls Gutachter bei verschiedenen wissenschaftlichen Journalen, bei der DFG, beim DAAD sowie für EU- und BMBF-Projekte.
Seit 2008 gibt es den von Mäntele maßgeblich mitentwickelten Bachelor- und Masterstudiengang Biophysik an der Goethe-Universität Frankfurt.
Werner Mäntele hat 2015 mit zusammen mit Thorsten Lubinski und zwei weiteren Gründern das Startup "DiaMonTech" (www.diamontech.de) gegründet, das seine Forschungs- und Entwicklungsarbeiten an der Goethe-Universität Frankfurt weiterführt und zu Medizingeräten weiterentwickelt. DiaMonTech hat seinen Sitz in Berlin und beschäftigt aktuell etwa 20 Mitarbeiter und Mitarbeiterinnen. Der Fokus von DiaMonTech ist die Entwicklung einer nicht-invasiven Blutzuckermessung für Diabetiker mittels Infrarotlasern und photothermischer Detektion.
Mäntele ist verheiratet und hat drei Kinder und zwei Enkel.

## Mitgliedschaften und Auszeichnungen
- Hochschulverband
- Deutsche Gesellschaft für Biophysik
- Gesellschaft Deutscher Chemiker
- Gesellschaft Deutscher Naturforscher und Ärzte
- Venia Legendi für das Fach Biophysik (1989)
- Rufe an die Universitäten Erlangen, München, und Wien
- EMBO-Forschungsstipendium (1983/1984)
- Heisenbergstipendium (1990 – 1995)
- Johnson Foundation Visiting Fellow at the Dept. of Biochemistry and Biophysics, University of Pennsylvania, Philadelphia
- Hessischer Kooperationspreis (2005, 2013)
- Fresenius-Erfinderpreis (2010)
- ECSBM Lifetime Achievement Award (2015)
- Start-Me-Up Preis für das beste Startup im Jahr 2017

## Bücher
- Werner Mäntele: Biophysik. Verlag UTB, Stuttgart 2012, ISBN 978-3-8252-3270-2.
- Friedrich Lottspeich (Hrsg.) u. a., Werner Mäntele: Bioanalytik. Spektrum Akademischer Verlag, 3. Auflage, Berlin 2012, ISBN 978-3-8274-2942-1.